# Pomacentrus rodriguesensis
Pomacentrus rodriguesensis är en fiskart som beskrevs av Allen och Wright 2003. Pomacentrus rodriguesensis ingår i släktet Pomacentrus och familjen Pomacentridae. Inga underarter finns listade i Catalogue of Life.